# Grand Prix Formule 1 van Italië 1983
De Grand Prix Formule 1 van Italië 1983 werd gehouden op 11 september op Monza. Het was de dertiende race van het seizoen.

## Uitslag
| Positie | Nummer | Rijder             | Team              | Ronden | Tijd/Opgave         | Startplaats | Punten |
| ------- | ------ | ------------------ | ----------------- | ------ | ------------------- | ----------- | ------ |
| 1       | 5      | Nelson Piquet      | Brabham-BMW       | 52     | 1:23:10.880         | 4           | 9      |
| 2       | 28     | René Arnoux        | Ferrari           | 52     | + 10.212            | 3           | 6      |
| 3       | 16     | Eddie Cheever      | Renault           | 52     | + 18.612            | 7           | 4      |
| 4       | 27     | Patrick Tambay     | Ferrari           | 52     | + 29.023            | 2           | 3      |
| 5       | 11     | Elio de Angelis    | Lotus-Renault     | 52     | + 53.680            | 8           | 2      |
| 6       | 35     | Derek Warwick      | Toleman-Hart      | 52     | + 1:13.348          | 12          | 1      |
| 7       | 36     | Bruno Giacomelli   | Toleman-Hart      | 52     | + 1:33.922          | 14          |        |
| 8       | 12     | Nigel Mansell      | Lotus-Renault     | 52     | + 1:36.035          | 11          |        |
| 9       | 25     | Jean-Pierre Jarier | Ligier-Ford       | 51     | + 1 Ronde           | 19          |        |
| 10      | 29     | Marc Surer         | Arrows-Ford       | 51     | + 1 Ronde           | 20          |        |
| 11      | 1      | Keke Rosberg       | Williams-Ford     | 51     | + 1 Ronde           | 16          |        |
| 12      | 34     | Johnny Cecotto     | Theodore-Ford     | 50     | + 2 Rondes          | 26          |        |
| 13      | 33     | Roberto Guerrero   | Theodore-Ford     | 50     | + 2 Rondes          | 21          |        |
| DNF     | 31     | Corrado Fabi       | Osella-Alfa Romeo | 45     | Motor               | 25          |        |
| DNF     | 4      | Danny Sullivan     | Tyrrell-Ford      | 44     | Benzinesysteem      | 22          |        |
| DNF     | 30     | Thierry Boutsen    | Arrows-Ford       | 41     | Motor               | 18          |        |
| DNF     | 9      | Manfred Winkelhock | ATS-BMW           | 35     | Uitlaat             | 9           |        |
| DNF     | 3      | Michele Alboreto   | Tyrrell-Ford      | 28     | Koppeling           | 24          |        |
| DNF     | 15     | Alain Prost        | Renault           | 26     | Turbo               | 5           |        |
| DNF     | 8      | Niki Lauda         | McLaren-TAG       | 24     | Elektrisch probleem | 13          |        |
| DNF     | 7      | John Watson        | McLaren-TAG       | 13     | Elektrisch probleem | 15          |        |
| DNF     | 32     | Piercarlo Ghinzani | Osella-Alfa Romeo | 10     | Versnellingsbak     | 23          |        |
| DNF     | 23     | Mauro Baldi        | Alfa Romeo        | 4      | Turbo               | 10          |        |
| DNF     | 40     | Stefan Johansson   | Spirit-Honda      | 4      | Distributie         | 17          |        |
| DNF     | 6      | Riccardo Patrese   | Brabham-BMW       | 2      | Motor               | 1           |        |
| DNF     | 22     | Andrea de Cesaris  | Alfa Romeo        | 2      | Botsing             | 6           |        |
| DNQ     | 26     | Raul Boesel        | Ligier-Ford       |        |                     |             |        |
| DNQ     | 2      | Jacques Laffite    | Williams-Ford     |        |                     |             |        |
| DNQ     | 17     | Kenny Acheson      | RAM-Ford          |        |                     |             |        |

## Statistieken
| Pole-position | Riccardo Patrese | Brabham-BMW | 1:29.122 |
| Snelste ronde | Nelson Piquet    | Brabham-BMW | 1:34.431 |

## Noot
- Dit was de tweehonderdste Grand Prix-start voor een Belgische coureur en de tiende Grand Prix-start voor een Venezolaanse coureur.

1921 · 1922 · 1923 · 1924 · 1925 · 1926 · 1927 · 1928 · 1931 · 1932 · 1933 · 1934 · 1935 · 1936 · 1937 · 1938 · 1947 · 1948 · 1949 · 1950 · 1951 · 1952 · 1953 · 1954 · 1955 · 1956 · 1957 · 1958 · 1959 · 1960 · 1961 · 1962 · 1963 · 1964 · 1965 · 1966 · 1967 · 1968 · 1969 · 1970 · 1971 · 1972 · 1973 · 1974 · 1975 · 1976 · 1977 · 1978 · 1979 · 1980 · 1981 · 1982 · 1983 · 1984 · 1985 · 1986 · 1987 · 1988 · 1989 · 1990 · 1991 · 1992 · 1993 · 1994 · 1995 · 1996 · 1997 · 1998 · 1999 · 2000 · 2001 · 2002 · 2003 · 2004 · 2005 · 2006 · 2007 · 2008 · 2009 · 2010 · 2011 · 2012 · 2013 · 2014 · 2015 · 2016 · 2017 · 2018 · 2019 · 2020 · 2021 · 2022 · 2023 · 2024 · 2025